# Min Gud, jag är bedrövad
Min Gud, jag är bedrövad är en psalm, skriven 1980 av Margareta Melin. Musiken är skriven 1865 i Wales.

## Publicerad i
- 1986 års psalmbok som nr 549 under rubriken "Skuld - förlåtelse".
- Psalmer och Sånger 1987 som nr 609 under rubriken "Att leva av tro - Skuld - förlåtelse".[1]